# 舒家村乡
舒家村乡，是中华人民共和国湖南省怀化市麻阳苗族自治县下辖的一个乡镇级行政单位。

## 行政区划
舒家村乡下辖以下地区：
舒家村、破敌墟村、张公坡村、红冬潭村、老井冲村、长坡山村、丁家村、桐坡村和狮子湾村。